# Guadalentín
El Guadalentín (en árabe Oued al Iznain, «segundo río», o Oued al Lentin, «río de fango»), también conocido como Sangonera en su tramo final, es un río del sureste de España que atraviesa la Región de Murcia, discurriendo a través del valle del mismo nombre. Se trata del mayor afluente del río Segura en su margen derecho.

## Descripción
Nace con esta denominación en el mismo Pantano de Puentes, al producirse en él la unión del río Corneros (procedente de la Comarca de Los Vélez y la vertiente sur de la Sierra de María) y los ríos Luchena y Turrilla, que drenan las zonas montañosas del municipio de Lorca (las denominadas Pedanías altas de Lorca). Desde allí se dirige al sureste pasando por la propia ciudad de Lorca, desde donde discurre por el amplio valle del Guadalentín, depresión aluvial tectónica también denominada depresión prelitoral murciana, cambiando el rumbo hacia el noreste. 
En su transcurrir por el valle recibe a la denominada rambla de la Viznaga, que drena parte de las aguas de la rambla Nogalte, que pasa por Puerto Lumbreras, introduciéndose después en los términos municipales de Totana, Alhama de Murcia y Librilla, recibiendo también la aportación de otras ramblas. En la pedanía del Paretón de Totana comienza un cauce alternativo que desvía sus aguas, en caso de crecidas, hacia el mar Mediterráneo a través de la rambla de las Moreras, en Mazarrón, de modo que se reduzca el caudal en su curso bajo y el aporte al Segura minimizando el peligro de inundaciones.

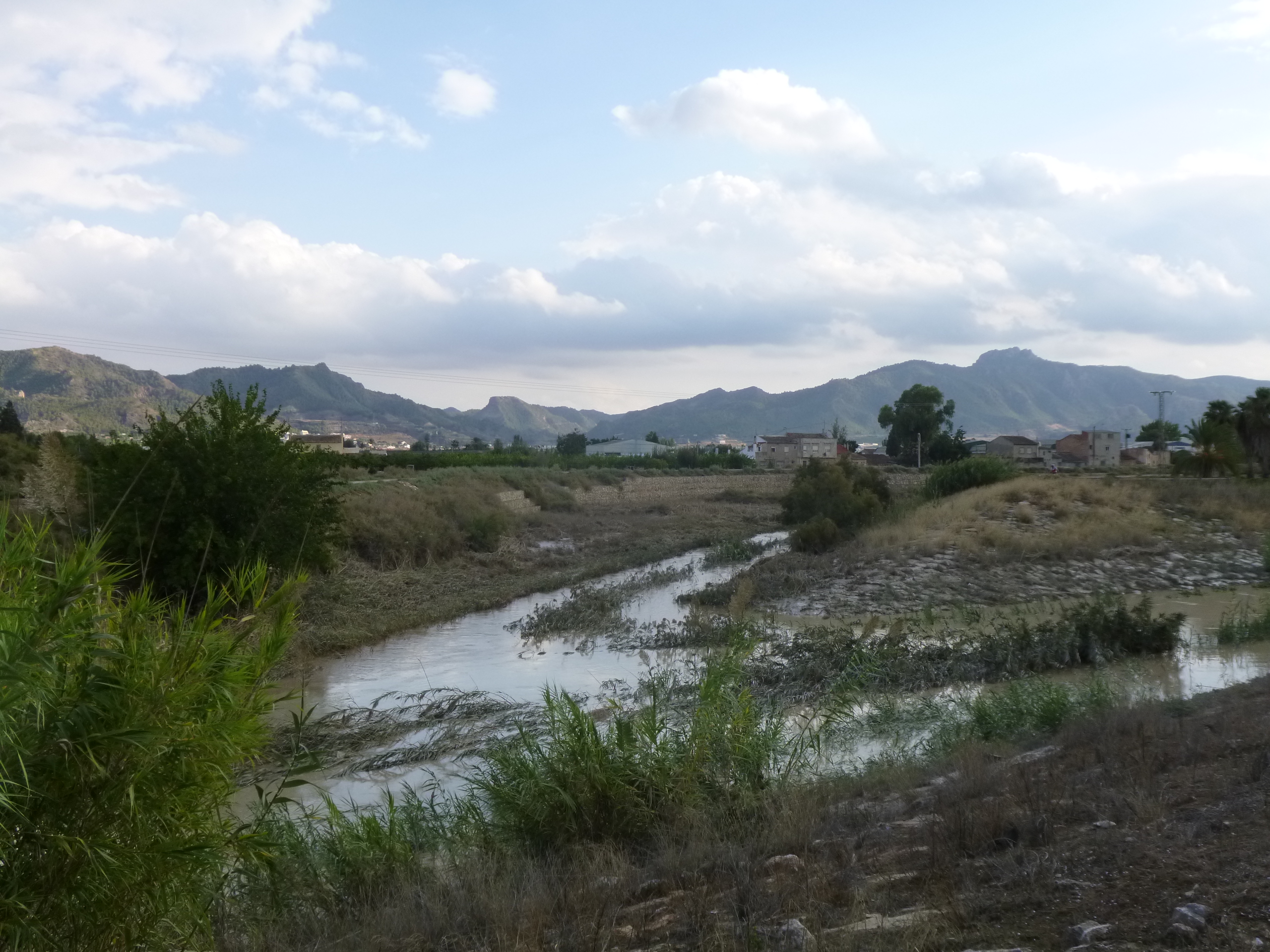
Desembocadura del Guadalentín en el Segura, frente a la localidad de Beniaján.

Se une al río Segura en plena Huerta de Murcia, dentro del término municipal de Murcia, en la localidad de Beniaján y aguas abajo de la capital. Lo hace por medio de un canal artificial llamado canal del Reguerón, singular obra de ingeniería proyectada en el siglo XVIII por Sebastián Feringán, ingeniero militar director de las obras del Arsenal de Cartagena, con el fin de prevenir las avenidas. 
La desembocadura  del Guadalentín en el Segura, si alguna vez tuvo un cauce definido, lo perdió por efectos de su propio aluvionamiento y la acción humana que quiso aprovechar sus aguas desde antiguo, creando una intrincada red de acequias y boqueras en donde se perdía el cauce, sistema insuficiente con los aumentos de caudal, por lo que las riadas generaban multitud de problemas en el entorno de la ciudad de Murcia, motivando la construcción del canal.
Existe además otro canal denominado "Reguerón Viejo" que recorre la zona limítrofe entre las provincias de Murcia y Alicante, de menor capacidad y con el que se pretendía llevar el caudal del Guadalentín directamente a la Vega Baja del Segura, producto de un diseño anterior al del siglo XVIII. Actualmente este Reguerón Viejo únicamente asume aguas de ramblas cercanas y del sistema de riego de la vega del Segura.

## Riadas

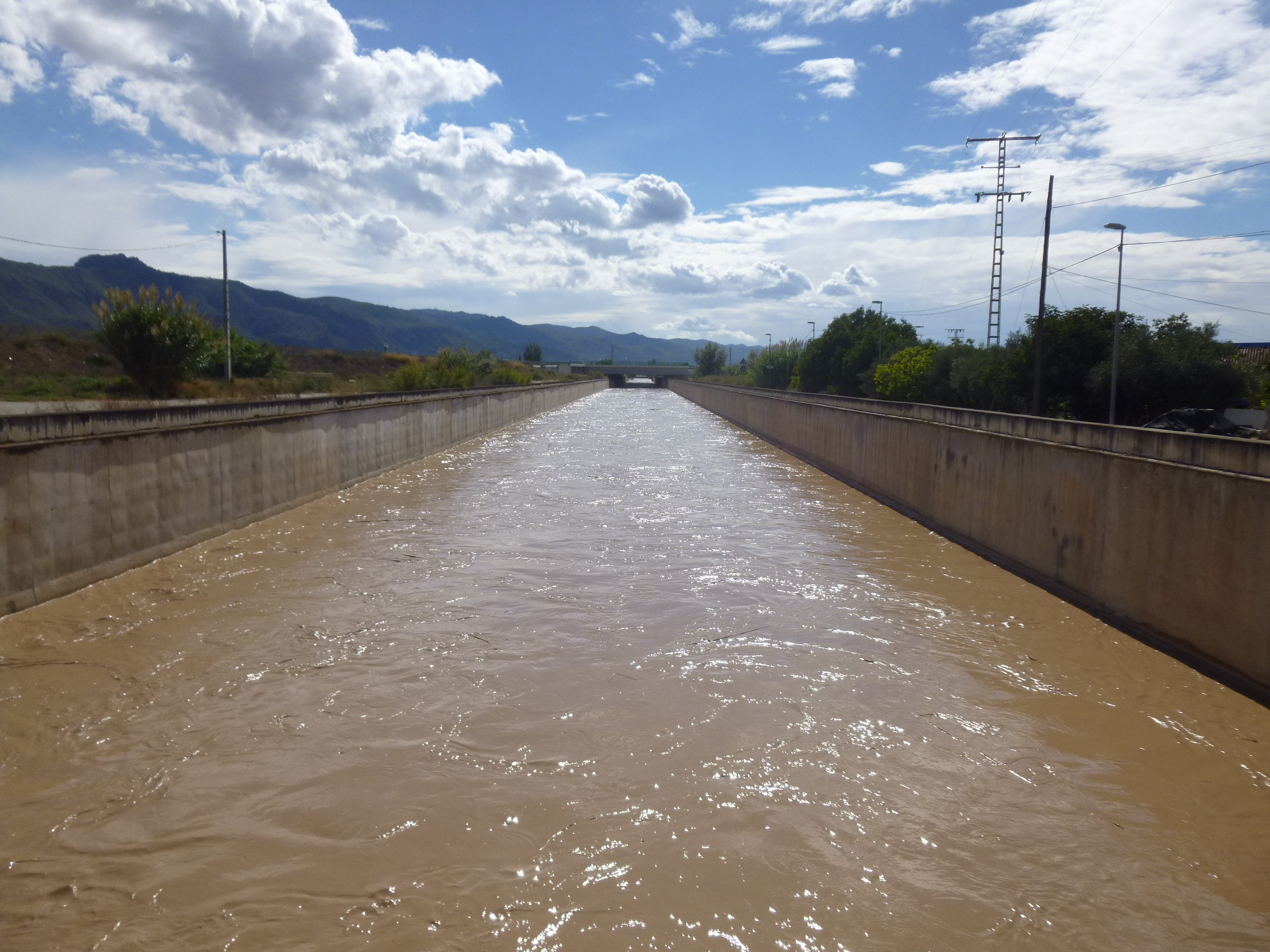
El Guadalentín por el canal del Reguerón. Riada de septiembre de 2012.

El caudal del Guadalentín es de lo más variable, siendo capaz de pasar de una sequedad extrema a la mayor de las crecidas en apenas cuestión de horas. No en vano es conocido como «el río más salvaje de Europa». Sin afluentes de importancia, puede clasificarse como un río-rambla de la zona árida del sureste peninsular. Su reducido régimen permanente es retenido en el pantano lorquino de Puentes, donde las aguas embalsadas se aprovechan para el regadío.
Como consecuencia de lluvias torrenciales, el Guadalentín alcanza periódicamente caudales espectaculares que causan grandes daños en su valle. Algunas de las riadas más destacadas en este río son:
- El 15 de octubre de 1879, cuando se produjo la riada de Santa Teresa, en la cabecera del Guadalentín se estima que cayeron 600 mm en una hora. Tuvo a su paso por Lorca una punta de 1.510 m³/s y ocasionó 13 muertos.
- El mes de septiembre de 1891, la conocida como riada de San Jacinto fue superior a la riada anterior, pero gracias a la presa de Puentes, Lorca y la comarca se salvó de una nueva catástrofe.
- El mes de junio de 1900 se produce la riada de San Aniceto siendo superior a la de Santa Teresa y que inundó el barrio de San Cristóbal de Lorca.
- El mes de octubre de 1948, el caudal estimado en el puente de la carretera de Murcia a Granada fue superior a los 800 m³/s.
- El 19 de octubre de 1973 se produjo la peor crecida del siglo tras unas precipitaciones de más de 300 mm en el norte de Almería. El río alcanzó un caudal de 2500 m³/s en Lorca y su afluente, la rambla de Nogalte, 1.974 m³/s a su paso por Puerto Lumbreras, donde se registraron muchas víctimas. (véase Riada de 19 de octubre de 1973)
- El 28 de septiembre de 2012, la gota fría descargó gran cantidad de agua en toda la cuenca, provocando innumerables daños materiales en los términos de Lorca y Puerto Lumbreras, con pérdida incluso de vidas humanas. En el Pantano de Puentes se llegó a registrar un caudal de entrada de 1.870 m³/s, aumentando el agua embalsada de 5,125 hm³ a 13,318 hm³ en apenas unas horas.[4] El Guadalentín a su paso por la ciudad de Lorca llegó a los 616 m³/s y 2,26m, que es el límite del caudal que puede acoger en este tramo urbano.[5] Aguas abajo llegó en el Paretón de Totana a 1.082 m³/s y 6,27 m, y en Murcia, en el punto de aforo de Salabosque, la punta de la crecida se vio reducida a 58 m³/s y 3,48 m ya que 924 m³/s habían sido desviados al mar por la Rambla de las Moreras y el embalse de José Bautista había retenido el caudal circulante hasta Librilla[6]